# Walther Amelung
Walther Amelung (* 4. April 1894 in Königstein im Taunus; † 4. Januar 1988 ebenda) war ein deutscher Arzt und Fachmann für Bioklimatologie und Balneologie.

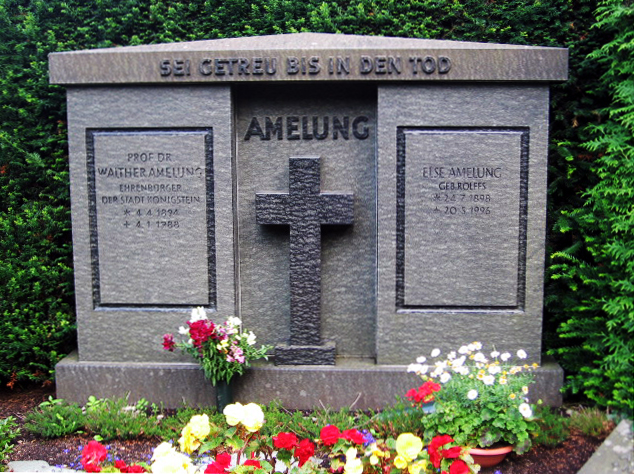
Grab von Walther Amelung in Königstein i. T., 2010

## Ausbildung und Beruf
Amelung machte 1913 am Humanistischen Gymnasium in Höchst Abitur und studierte in Tübingen, Marburg und Frankfurt am Main Medizin. Seit 1913 war er Mitglied der Studentenverbindung AV Nicaria Tübingen im SB. 1919 wurde er mit einer Dissertationsschrift mit dem Thema Beiträge zur Frage der Epilepsie bei Kopfschussverletzten und ihrer Behandlung: Aus d. Korpsstation f. Hirnverletzte d. XVIII. A.-K. zu Frankfurt a. M. zum Dr. med. promoviert. Anschließend arbeitete er in der väterlichen Klinik in Königstein, deren Leitung er im Jahr 1925 übernahm. 1941 habilitierte er sich mit der Habilitationsschrift Klimatische Behandlung innerer Krankheiten. Klinische Erfahrungen u. experiment. Untersuchungen zur Physio-, Patho- u. Therapoklimatik im Mittelgebirge an der Universität Frankfurt und war dort zunächst ab 1946 Privatdozent und danach über viele Jahre außerordentlicher Professor (seit 1948).
In den beiden Weltkriegen war Amelung Angehöriger des Militärsanitätsdienstes. Ab 1952 gehörte er dem Ärztlichen Forschungsbeirat für Fragen der Kriegsopferversorgung beim Bundesministerium für Arbeit an.

## Klinik

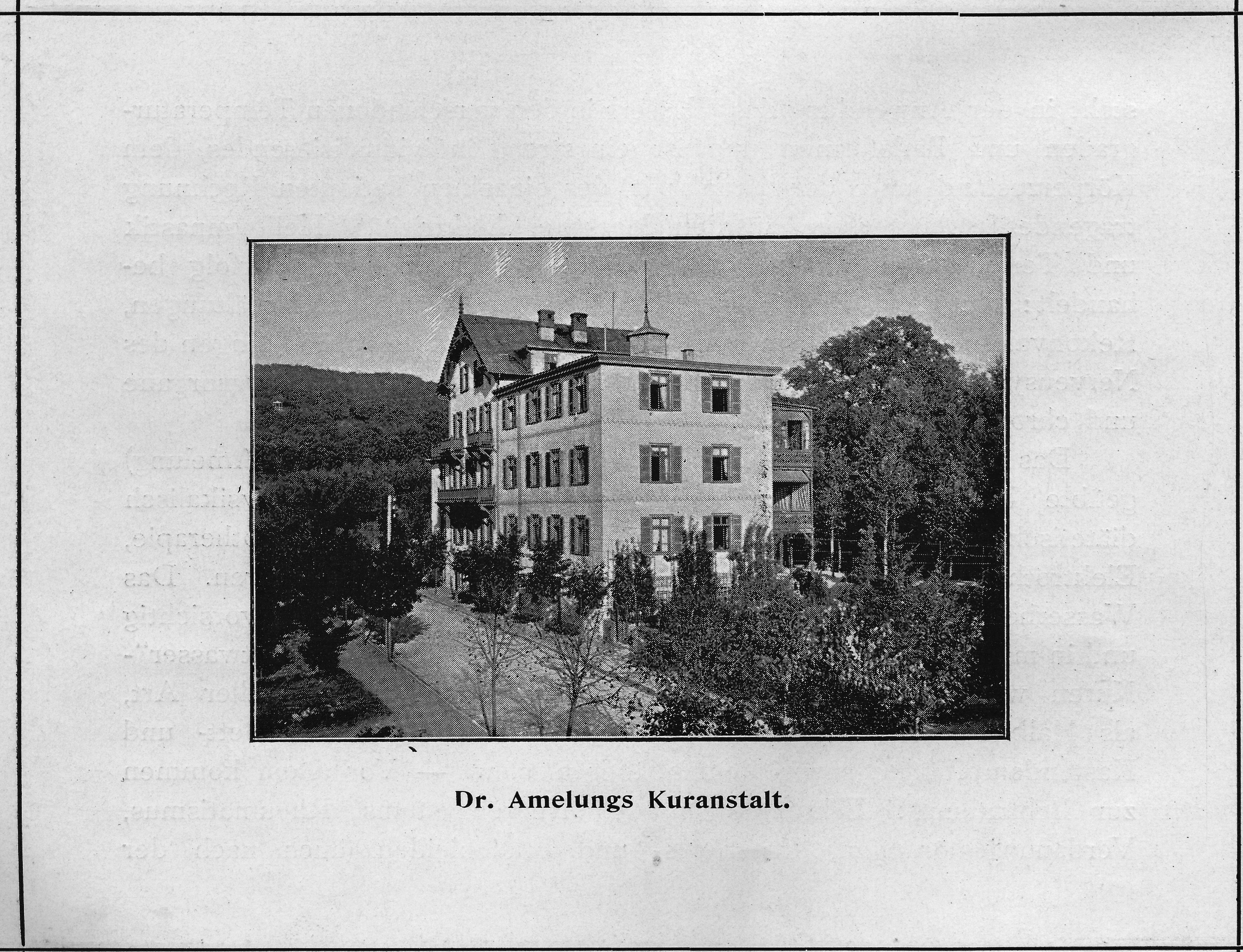
Amelungs Kuranstalt um 1900

Walther Amelung war Sohn des Sanitätsrats Hugo Amelung (1857–1948). 1891 eröffnete Hugo Amelung eine Wasserheilanstalt in Königstein. 1913 siedelte die Klinik in die Räume des heutigen Sanatoriums um. Zwischen 1926 und 1971 wurde das Sanatorium durch Walther Amelung geleitet. Nachfolger in der Klinikleitung wurde zunächst sein Sohn Diethard Amelung und im Anschluss sein Sohn Eberhard Amelung, der wiederum im Jahr 2003 die Leitung an seinen Sohn Klaus-Christopher Amelung weitergab.

## Bioklimatologie und Balneologie
Amelungs besonderes Engagement galt der Bioklimatologie. Gemeinsam mit dem Meteorologischen Institut der Universität Frankfurt richtete er 1939 in Königstein eine bioklimatische Forschungsstelle ein. Königstein hatte bereits 1935 auf Betreiben von Amelung hin das Prädikat „Heilklimatischer Kurort“ erhalten.
Walther Amelung war langjähriges Vorstandsmitglied beim Deutschen Bäderverband.

## Kommunalpolitisches Engagement
Walther Amelung wurde erstmals am 31. Januar 1926 zum Stadtverordneten gewählt. Nach dem Zweiten Weltkrieg trat er in die CDU ein und wurde am 25. April 1948 erneut Stadtverordneter. Insgesamt war Amelung 46 Jahre Mitglied der Stadtverordnetenversammlung, davon viele Jahre als Vorsitzender der CDU-Fraktion.

## Ehrungen
Für seine Arbeit wurde Walther Amelung vielfach ausgezeichnet:
- 1952 erhielt er das Verdienstkreuz (Steckkreuz) der Bundesrepublik Deutschland.
- 1964 Großes Bundesverdienstkreuz
- 1964 Ehrenmitglied der Südwestdeutschen Gesellschaft für Tuberkulose- und Lungenkrankheiten[2]
- 1968 erhielt er die Wetterdienstplakette des Bundesverkehrsministeriums
- Oktober 1972 wurde er Ehrenbürger von Königstein
- Ebenfalls 1972 wurde er Ehrenvorsitzender des Deutschen Bäderverband
- 1978 erhielt er die Gottfried-Boehm-Medaille der Deutschen Gesellschaft für Physikalische Medizin und Rehabilitation

## Veröffentlichungen (Auszug)
- Einführung in die Balneologie und medizinische Klimatologie (Bäder- und Klimaheilkunde). Berlin 1952, 2. Aufl.
- Medizinische Klimatologie. Bonn 1959, 2. Aufl.
- Handbuch der Bäder- und Klimaheilkunde. Stuttgart 1962
- Klimatherapie heute. Dauerergebnisse der modernen Tuberkulosebehandlung. Stuttgart 1965
- Medizinische Klimatologie. Bonn 1970 (3. Aufl.)
- Es sei wie es wolle, es war doch so schön – Lebenserinnerungen als Zeitgeschichte. Frankfurt (Main) 1984,  ISBN 978-3-9800951-0-5